# 즐라트코 데디치
즐라트코 데디치(Zlatko Dedič, 1984년 10월 5일 ~ )는 슬로베니아의 전 축구 선수로, 현역 시절 포지션은 공격수였다.

## 경력

### 어린 시절
1984년 보스니아 헤르체고비나(당시 유고슬라비아 사회주의 연방공화국) 비하치에서 태어났으며 슬로베니아 코페르 인근의 포드고례 마을에서 어린 시절을 보냈다.

### 클럽 활동 경력
2000년 코페르 FC에서 축구 선수로 데뷔했다. 2001년 이탈리아의 파르마 FC로 이적했다. 2005년 9월 21일 AS 로마와의 세리에 A 경기에 데뷔했고 2004년부터 2005년까지 엠폴리 FC, 2006년 US 크레모네세로 임대 이적했다.
2007년 프로시노네 칼초로 이적했으며 2008년 피아첸차 칼초로 임대 이적했다. 이 때 그는 다니엘레 카치아가 갖고 있던 등번호 9번을 배정받았다. 2009년 6월 3일 독일의 VfL 보훔과 3년 계약을 맺고 이적했다.

### 국가대표팀 활동 경력
2009년 11월 18일에 열린 슬로베니아와 러시아의 2010년 FIFA 월드컵 유럽 지역 예선 플레이오프 2차전 경기에서 결승골을 기록해 슬로베니아의 2010년 FIFA 월드컵 본선 진출에 큰 기여를 했다.